# Parque nacional Río Staaten
Río Staaten es un parque nacional en Queensland (Australia), ubicado a 1640 km al noroeste de Brisbane.

## Datos
- Área: 4700,00 km²
- Coordenadas: 16°15′19″S 142°40′46″E / -16.25528, 142.67944
- Fecha de Creación: 1977
- Administración: Servicio para la Vida Salvaje de Queensland
- Categoría IUCN: II

Véase también:
- Zonas protegidas de Queensland

- Datos: Q212134